# Giancarlo Ceccarini
Giancarlo Ceccarini (Pisa, 19 luglio 1951) è un baritono italiano.
Ha studiato con Liliana Poli Bardelli, Bruno Pizzi, Franco Calabrese, Rosetta Noli e Bruno Rigacci.

## Biografia
Giovanissimo è entrato a far parte dell'organico stabile della Società Corale Pisana, diretta dal Maestro Bruno Pizzi, con la quale ha eseguito un importante repertorio polifonico classico, da Palestrina, Willaert, De Victoria, Orlando di Lasso, ai moderni, Lorenzo Perosi, Rodolfo Del Corona, Salvatore Orlando, vincendo Premi polifonici prestigiosi a livello internazionale.
Fa il suo esordio come solista a Spoleto nel ruolo di Belcore nell'Elisir d'amore di Donizetti nel 1975, a fianco del tenore Giuseppe Di Stefano, come vincitore assoluto del Concorso A. Belli di Spoleto. L'anno seguente debutta al Teatro La Fenice di Venezia ne "L'Ormindo" di Francesco Cavalli diretto dal M° Raymond Leppard.
È stato collaboratore artistico per diversi anni di Cathy Berberian, con la quale ha interpretato opere di Claudio Monteverdi e del repertorio della musica moderna e contemporanea.
Fra i Concorsi Internazionali di Canto, ha vinto il "Premio Dante Lari" al Concorso Internazionale A. Peri di Reggio Emilia, il "Premio Ettore Bastianini" di Siena, "Katia Popova" di Pleven (Bulgaria), "Maria Canals" di Barcellona, il "Gian Battista Viotti" di Vercelli e il Concorso Nazionale di Canto lirico del Teatro Comunale di Genova nel 1979.
Al Maggio Musicale Fiorentino è stato Belcore nell'Elisir d'amore (con Luciana Serra e Giuseppe Taddei), nel 1984 è stato Schaunard nella Bohème con Catherine Malfitano, Neil Schicoff, Alessandro Corbelli, Giorgio Surian, diretti dal maestro Iván Fischer, regia di Ugo Gregoretti. Successivamente ha preso parte con un ruolo da protagonista all'opera di Prokofiev Il giocatore, a fianco di Elena Souliotis, Dimiter Petkov e Franco Calabrese, sotto la direzione del maestro Eduardo Mata. Ha cantato in diverse produzioni al Teatro alla Scala di Milano, all'EA Arena di Verona (Tosca e Turandot).
Al Piccolo Teatro di Milano ha interpretato il ruolo del Maestro nell'opera di Kurt Weill Der Jasager und der Neinsager, con la regia di Lamberto Puggelli.
Ha cantato tra gli altri in importanti produzioni presso il La Fenice di Venezia (L'Ormindo di Cavalli e Turandot di Puccini), lo Sferisterio di Macerata, il Teatro Petruzzelli di Bari, Catania, Teatro dell'Opera di Roma, Genova, Trieste, Cagliari, Barcellona, Marsiglia, Parigi, Mosca, San Pietroburgo, New York, Seul, San Paolo, Pretoria, Johannesburg, Helsinki, Toronto, Francoforte, Lugano, Zurigo.
Nell'ottobre del 1991 ha inaugurato a Lubiana la prima stagione lirica della Slovenia indipendente con Il trovatore di Giuseppe Verdi, nel ruolo del Conte di Luna, Direttore Loris Voltolini e la Regia di Petar Selem.
Ha cantato, in prima esecuzione assoluta, il ruolo di Jim nell'opera Suspense di Salvatore Orlando, al Teatro Carlo Goldoni di Livorno, e ha interpretato il ruolo di Bartolo, nelle Nozze di Bartolo di Enrico Salines al Teatro Civico di La Spezia.
Ha ricevuto riconoscimenti e attestati di benemerenza: "Panterino onorario" per la Contrada della Pantera, Siena 1979, Premio Bonanno Pisano, Pisa 1979, Premio Giuseppe Verdi a Nonantola, Modena 1980, Premio G. Frescobaldi, Ferrara 1988, Premio Tito Gobbi, Roma 1989, Premio "Astrolabio" dell'Accademia Galileo Galilei, Premio "Un Pisano per il Gioco del Ponte", Pisa 1993, Diploma d'onore Società Filarmonica Pisana, Pisa 1995.
Il 17 dicembre 1989 ha ricevuto il Premio Internazionale Tito Schipa a Roma, Teatro Ghione, organizzato dall'O.I.P.E.C., dalle mani del Soprano Anita Cerquetti, per il centenario dell'illustre tenore, infatti la commissione, presieduta dal Prof. Ludovico Gatto, gli ha assegnato il Premio "Una vita per la Lirica".
È cittadino benemerito delle città di Fauglia, Barga e Savignone. Da sempre impegnato nel sociale, è socio onorario dell'ANLAIDS, dell'IRPUE, dell'Apal e da alcuni anni collabora attivamente al progetto internazionale "Agata Smeralda".
Dall'ottobre 2009 è socio onorario del Kiwanis International, Club di Pisa, Distretto Italia-San Marino, e dal 2013 è onorario dell'associazione "Amici di Pisa".
Ha tenuto masterclass e seminari di canto in città italiane, nonché a San Paolo, Lubiana e San Pietroburgo.
È stato per alcuni anni consulente musicale della Cappella Musicale dell'Opera del Duomo di Pisa e dal 1997 è presidente del Premio Nazionale Letterario Pisa e del Gruppo Artistico La Soffitta di Pisa. È fondatore e direttore artistico del Chianni Opera Festival.
Ha preso parte ad alcune trasmissioni televisive dedicate all'opera lirica presso la Radiotelevisione Svizzera Italiana, RAI 3 e Canale 50 TV.

## Registrazioni discografiche e radiofoniche
- Lucia di Lammermoor di Gaetano Donizetti, ruolo Enrico - Dir. Francesco De Masi (RAI Torino, gennaio 1976)
- La forza del destino di Giuseppe Verdi - C. Bergonzi, M. Colalillo, C. Cava, F. Mattiucci - Dir. G. Zani (La Maison de la lirique - DDD - Reg. Live Lucca 10-09-83
- Il trovatore di Verdi, M. Toic, I. Mutafciev, Z. Nikolova, J. Vasle - Dir. Loris Voltolini - Regia di Petar Selem (Lubjana, VHS Live 1991)
- Fedora di Giordano, V. Cortez, N. Todisco, G. Monici - Dir. Anton Guadagno - (Jesi, VHS Live 1990)
- Petite messe solennelle di Rossini, D. Antonioli, G. Mazza - Dir. Janos Acs (Hoffner MC 1980 Live)
- Tosca di Giacomo Puccini, G. Casolla, G. Giacomini, F. Federici - Regia di Luigi Squarzina - Dir. Daniel Oren (Arena di Verona, Lega Int. 1990 VHS Live)
- Il fanatico burlato di Cimarosa - Dir. Carlo Felice Cillario (Hunt CDAK 107 del Nov. 1988 e Agorà AG064.2 Live Savona)
- La gazzetta di Rossini, M. Chiappi, G. Baratti, E. Czapo, M. Bumbry - Dir. Bruno Rigacci (Nuova Era - NE 1172 e Nuova Era Int. nº233008 ried.2004)
- I pazzi per progetto di Gaetano Donizetti, F. Facini, A. Baldasserini - Dir. A. Kaiser (Unique Opera Records, UORC 357 - Opera Barga 1977 - live)
- I pazzi per progetto di Gaetano Donizetti, M. Chiappi, A. Baldasserini, F. Facini - Dir. Bruno Rigacci (RSI Lugano 1977)
- Il ventaglio di Pietro Raimondi, A. Baldasserini, P. Barbacini, C. Gaifa, C. Vozza - Dir. Bruno Rigacci - (RSI Lugano 1978 2 CD 1234,01 Al wav 4001 cda810)
- La locandiera di Pietro Auletta, G. Baratti, A. Baldasserini, G. Orlandini - Dir. Bruno Rigacci (RSI Lugano 1979)
- Turandot di Puccini, Dimitrova, Martinucci, Scandiuzzi - Dir. Daniel Oren - (Ping - Nuova Era 6786-6787 e ARTS 47257-2 DDD Stereo) (la selezione dell'opera è inserita nella Collana De Agostini Compact Collection edita in MC e CD)
- Turandot di Puccini, S. Larson, G. Tieppo, L. De Moura - Dir. John Neschling - Regia di F. Trevisi - Video live (DVD - Legato Classics)
- Turandot di Puccini, O. Stapp, N. Martinucci, K. Ricciarelli - Dir. D. Oren - Regia di G. Asagaroff - Monografia "Turandot" DVD Progetto Italo-Greco (sottotitoli ita-gre) 2008 (Vedi notizie dal catalogo OPAC SBN nazionale) Archiviato il 7 aprile 2018 in Internet Archive.
- Agostino d'Ippona di Marco Bargagna, M. Billeri, S. Ciulla - Dir. Stefano Barandoni (2 CD 2001 - C.S.N. 0003 DDD)
- L'elisir d'amore di Gaetano Donizetti, M. Devia, E. Gimenez, D. Trimarchi - Dir. Tiziano Severini - (La Maison de la lirique - DDD 0084 Teatro Verdi Pisa 1986 Live)
- La favola dello zar Saltan di Rimskij-Korsakov, Nowasky, Madra, Barbaux, Banditelli, Pane, Gaifa, Gavazzi - Orchestra e Coro del Teatro alla Scala di Milano - Dir. Vladimir Fedoseev (Reg. Mono Live del 15/05/'88 RAI).